# Michel Mayer
Michel Mayer, ingénieur Supélec,  était président-directeur général de Freescale Semiconductor, entreprise présente dans le domaine des semi-conducteurs,,,,,,,,,.
Nommé en 2004 à ce poste, il y reste jusqu'au 17 mars 2008, où Richard Beyer lui succède. 